# SuperJet International
SuperJet International (in sigla SJI) è una joint venture tra l'italiana Alenia Aermacchi (51%, ora con il marchio Leonardo SpA) e la russa Sukhoi Holding Company (49%). La società è responsabile della commercializzazione, dell'assistenza post-vendita e dei servizi, nonché dell'addestramento, della progettazione e dello sviluppo del Sukhoi Superjet 100 e della sua variante commerciale Sukhoi Business Jet (SBJ). La sede centrale è a Venezia. Inizialmente con il 51%, lasciando il 49% a Sukhoi, Leonardo ha rivisto il suo accordo di partecipazione nel 2016 e ha ridotto la sua quota al 10%.

## Storia
Fondata nel 2007 con sede a Venezia, SuperJet International è responsabile del marketing, delle vendite, della personalizzazione e della consegna del Sukhoi Superjet 100 (SSJ100) in Europa, nelle Americhe e in altri mercati come Oceania, Africa e Giappone. L'azienda è anche responsabile dell'addestramento e dell'assistenza post-vendita a livello mondiale, nonché della progettazione e dello sviluppo del Sukhoi Business Jet e della variante cargo.
SJI ha aperto una filiale a Mosca per il supporto logistico e tecnico, i corsi di formazione e i servizi commerciali. Un ulteriore ufficio vendite è stato collocato a Washington, D.C., USA, per coprire il mercato nordamericano. Altri uffici saranno aperti a tempo debito in altri mercati.
Nel maggio 2022, la polizia italiana ha congelato beni per 146 milioni di euro (153 milioni di dollari) di proprietà di SuperJet International a causa delle Sanzioni dell'UE contro la Russia in seguito all'invasione dell'Ucraina.
Nel marzo 2023 è stato annunciato un possibile accordo che avrebbe visto la UAC vendere la sua partecipazione in SuperJet International a un fondo di investimento emiratino, Markab Capital Investments. Verrebbe costruito un nuovo stabilimento presso l'aeroporto internazionale di Al Ain, ad Abu Dhabi, dove gli aerei verrebbero assemblati prima di essere completati nel sito di Venezia di SJI. L'accordo sarebbe subordinato allo scongelamento dei beni di SJI da parte dell'Unione Europea.

## Servizio clienti
Il Servizio Clienti di SuperJet International è responsabile dell'assistenza post-vendita a livello mondiale per gli operatori del Sukhoi Superjet 100. Il compito di SJI è quello di fornire agli operatori servizi post-vendita. L'accordo "SuperCare" è un programma completo "per-flight-hour" sviluppato da SJI specificamente per gli operatori di aeromobili SSJ100.
SJI ha scelto Lufthansa Technik Logistik GmbH (LTL) come fornitore di logistica globale per gestire i centri di distribuzione dei ricambi del Sukhoi Superjet 100 in tutto il mondo. SJI utilizza la nuova partnership sfruttando le strutture di LTL presso l'aeroporto internazionale di Francoforte.

## Formazione
Il centro di addestramento SJI fornisce il supporto per l'addestramento al volo e alla manutenzione degli SSJ100 attraverso corsi per:
equipaggio di volo (Type Rating e Recurrent), equipaggio di cabina (Transition e Refresher) e personale di manutenzione e operazioni a terra.
Parallelamente, e a partire dal 2012, tra i servizi forniti da SJI, l'addestramento su un Airbus A321 Full Flight Simulator per la famiglia Airbus A320, viene fornito a compagnie aeree, scuole di volo e piloti privati.